# بني تسيريس
بني تسيريس هي قرية مغربية غرب المملكة. تنتمي بني تسيريس لإقليم سيدي بنور. تضم هذه القرية 14.955 نسمة (إحصاء 2004).